# Olympische Winterspiele 2018/Teilnehmer (Pakistan)
| Gelbes Symbol für Goldmedaillen mit stilisierten Olympischen Ringen | Graues Symbol für Silbermedaillen mit stilisierten Olympischen Ringen | Braundes Symbol für Bronzemedaillen mit stilisierten Olympischen Ringen |
| ------------------------------------------------------------------- | --------------------------------------------------------------------- | ----------------------------------------------------------------------- |
| —                                                                   | —                                                                     | —                                                                       |

Pakistan nahm an den Olympischen Winterspielen 2018 in Pyeongchang mit zwei Athleten in zwei Disziplinen teil, beides Männer. Fahnenträger bei der Eröffnungsfeier war Muhammad Karim.

## Sportarten

### Ski Alpin
| Athleten       | Wettbewerbe  | 1. Lauf     | 2. Lauf       | Gesamt        | Gesamt        |
| Athleten       | Wettbewerbe  | Zeit        | Zeit          | Zeit          | Rang          |
| -------------- | ------------ | ----------- | ------------- | ------------- | ------------- |
| Männer         |              |             |               |               |               |
| Muhammad Karim | Riesenslalom | 1:27,53 min | 1:26,51 min   | 2:54,04 min   | 72            |
| Muhammad Karim | Slalom       | DNF         | ausgeschieden | ausgeschieden | ausgeschieden |

### Skilanglauf
| Athleten   | Wettbewerbe    | Zeit        | Rang |
| ---------- | -------------- | ----------- | ---- |
| Männer     |                |             |      |
| Syed Human | 15 km Freistil | 45:19,1 min | 108  |